# 高射炮

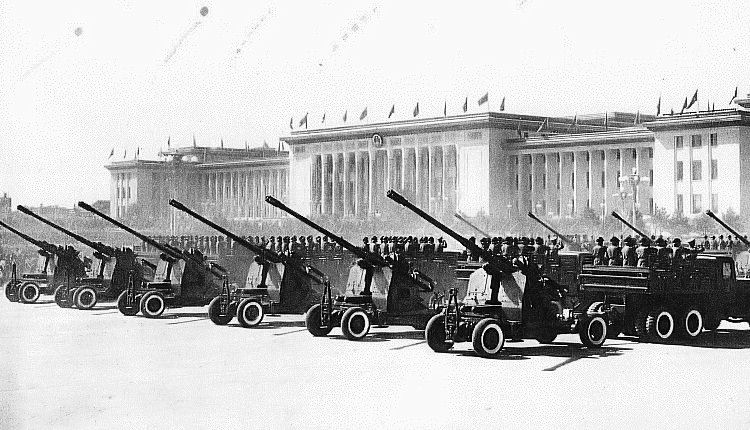
中華人民共和國10周年國慶大閱兵的KS-19式100毫米高射炮方隊

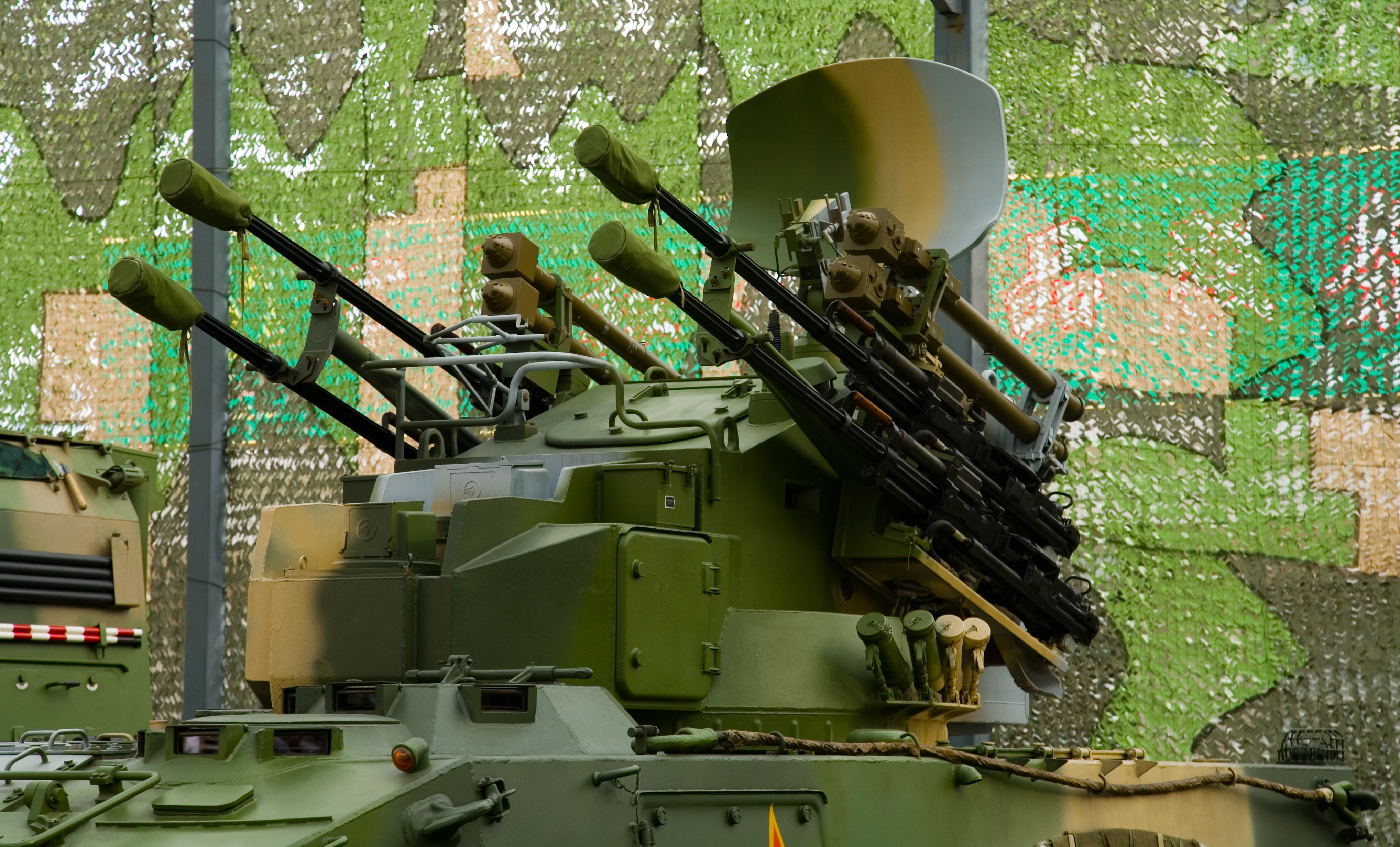
95式25毫米自行高射炮

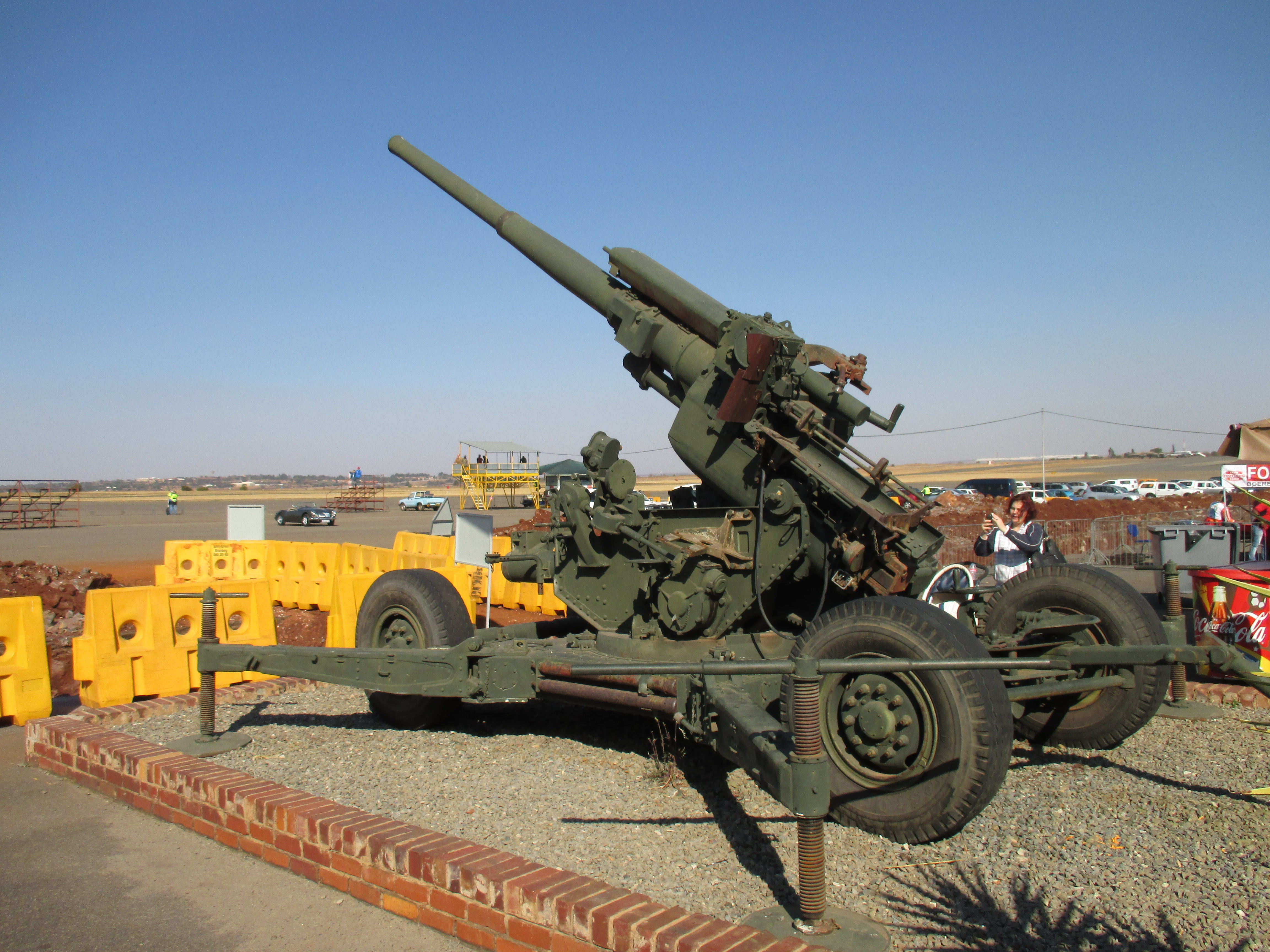
QF 3.7英寸高射炮

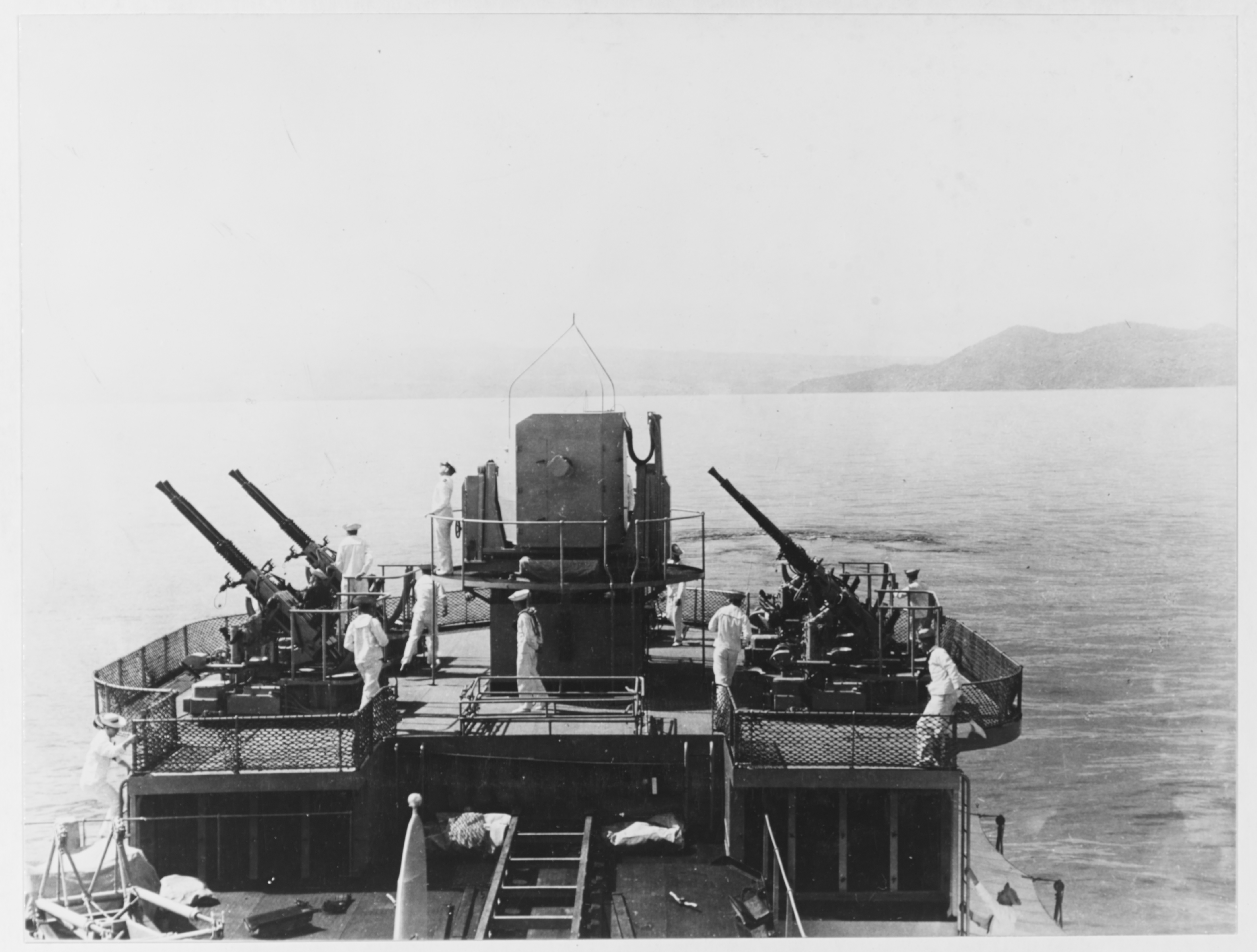
二戰時期設於船上的波佛斯40公釐高射砲陣地

高射炮又稱防空炮，是從地面向空中目標（例如敵方軍用機）射擊的火炮，高射砲的特徵是炮管長、射擊準確、射速高、通常可360度迴轉，射擊角度大，主要對付空中目標，口徑一般不超過128毫米。

## 簡介
在飛彈尚未誕生前，高射砲成為陸上或海上軍事力量對抗空權的少數手段。高射砲主要分成小口徑及大口徑兩種類：小口徑高射炮以高射速且大量的子彈製造火網採直接命中的方式毁傷目標，因此有部分型號採多管聯裝的方式在射速不變的情況下製造更大規模的彈藥投射能力；大口徑的採用定時引信或近炸引信引爆炮彈製造殺傷圈殺傷目標，實戰時則混合搭配組合成高射火網對抗空中目標。
因為飛機不斷的大型與高速化，高射砲也因應敵人演進而不斷大型化。然而大型化的高射砲还是因為防空飛彈的出現而式微，但飛彈發射需要一個加速過程，因此有射擊死角，加上擊退直升機和來襲飛彈也是小口徑防空炮的任務目標之一，所以中小口徑的高射砲仍存一席之地，而得以不斷改良。高射速且長炮管的現代防空火炮同時也具有相應貫穿力，因摩托化裝甲運兵車的普及化，使得中小口徑高砲同時充當作戰砲來執行反陸上目標的任務。
在20世紀後半葉，口徑40公釐以上的高射炮基本上已自陸地正規武力中絕跡，只剩部分後備及岸防單位繼續操作；海軍艦艇仍然普遍裝設口徑3英吋到5英吋（76公釐－128公釐）的多用途艦砲，這些艦砲除具備高射炮的機能外，同時承擔了也俱備多任務（反飛彈、反軟性與薄裝甲目標）之特質。

## 目前較普遍的現役高射炮
- 德國獵豹式防空坦克
- 美國M42防空砲車
- 中國95式25毫米自行高射炮
- 日本87式自走高射炮
- 瑞典波佛斯40公釐高射砲：二戰在同盟國軍最普及的中口徑防空武器，經改良後目前仍在服役。
- 瑞士歐瑞康GDF 35毫米雙管防空炮
- 俄羅斯ZSU-23-4自行高炮：蘇聯於冷戰時期開發的自走防空炮，曾於贖罪日戰爭期間令以色列空軍蒙受慘重損失，為蘇聯出售予盟友的代表性防空武器。
- 俄羅斯ZSU-57-2防空砲車

## 外部連結
- 1914 1918 war in Alsace - The Battle of Linge 1915 - The 63rd Anti Aircraft Regiment in 14 18 - The 96th poste semi-fixed in the Vosges （页面存档备份，存于）
- Archie to SAM: A Short Operational History of Ground-Based Air Defense by Kenneth P. Werrell (book available for download)
- Japanese Antiaircraft land/vessel doctrines in 1943–44 （页面存档备份，存于）